# Ansambel Novi spomini
Ansambel Novi spomini je narodnozabavna zasedba z dolenjskega konca, natančneje iz Mokronoga, ki je bila ustanovljena leta 2006. Poleg festivalskih uspehov so poznani po vsakoletni organizaciji koncerta Valentinovo z Novimi spomini v športni dvorani Marof v Novem mestu, ki ga organizirajo od leta 2009.

## Zasedba
Člani ansambla so:
- Jože Mikec – vokal;
- Klemen Hribar - harmonika, vokal;
- Denis Barbo - kitara, vokal;
- Rok Barbo - bas, vokal;

## Delovanje
Ansambel Novi spomini je bil ustanovljen leta 2006. Sedež ima v Mokronogu. Ansambel se je predstavil na več festivalih in osvojil vrsto nagrad. Posneli so tudi vrsto pesmi v sodelovanju z drugimi zasedbami.
Leta 2009 so skupaj z Ansamblom Modrijani posneli skladbo Nekaj vsem nam je enako. Pesem se nahaja na 10. albumu Modrijanov z naslovom Modrijani z gosti.
Leta 2013 so skupaj z Mamo Manko (igra jo Sašo Đukić) posneli pesem Natočim cvička. Za skladbo, za katero so na 2. cvičkovem festivalu v Gadovi peči 1. nagrado strokovne komisije in naziv Absolutni zmagovalec festivala, so posneli tudi videospot.
Leta 2014 so združili moči s skupino Rock Partyzani in posneli skladbo Nocoj pri meni druga spi. Prvič so jo izvedli na koncertu ob 50-letnici avtorja skladbe Aleša Klinarja.
Leta 2015 se je vokalist ansambla Jože Mikec preizkusil kot voditelj na 24. festivalu narodnozabavne glasbe Vurberk. Ansambel Novi spomini je nastopil v revialnem delu festivala.
Leta 2016 so skupaj z Ansamblom Nemir posneli pesem Vsaka punca rada ima. Za pesem so posneli tudi videospot. Član ansambla Nemir, Matej Barbo, je brat kitarista in basista ansambla Novi spomini, Denisa in Roka Barba.

## Uspehi
Ansambel Novi spomini je na festivalih dosegel naslednje uspehe:
- 2005: Festival Dolenjske Toplice – Nagrada občinstva.
- 2007: Festival Ptuj – Nagrada za najboljši ansambel med ostalimi zasedbami.
- 2008: Festival Vurberk – 2. nagrada za izvedbo.
- 2008: Festival Ptuj – Korenova plaketa, nagrada za najboljši ansambel med ostalimi zasedbami, nagrada občinstva po mnenju TV gledalcev in radijskih poslušalcev in nagrada občinstva na prireditvi.
- 2009: Festival Vurberk – 2. nagrada za izvedbo.
- 2010: Slovenska polka in valček – Najboljša polka: Fičfirič, nagrada za najboljši trio.

## Diskografija
Ansambel Novi spomini je do sedaj izdal štiri albume: 
1. Pet minut (2008)
2. Tisti dan (2010)
3. Fičfirič (2011)
4. Nisem mačo (2015)

## Največje uspešnice
Ansambel Novi spomini je najbolj poznan po naslednjih skladbah:
- Briga me
- Če mene boš izbrala
- Fičfirič
- Na veselici
- Osvajalec
- Pet minut
- Tisti dan